# Korzeka
Korzeka je posebna oblika trizoba, ki je značilna za Italijo, kjer se je pojavila v sredini 16. stoletja na Korziki.
Za razliko ob trizoba nista stranski osti zaobljeni, ampak ravni ter približno okoli 45° nagnjeni stran od srednje osti.